# Yttersttjärnen (Sorsele socken, Lappland)
Yttersttjärnen är en sjö i Sorsele kommun i Lappland och ingår i Skellefteälvens huvudavrinningsområde.